# 余市郵便局
余市郵便局（よいちゆうびんきょく）は北海道余市郡余市町にある郵便局。民営化前の分類では集配普通郵便局であった。

## 概要
住所：〒046-8799 北海道余市郡余市町大川町6-31

## 沿革
- 1872年（明治5年）旧9月 - 余市郵便取扱所として開設[1]。
- 1875年（明治8年）1月1日 - 余市郵便局（五等）となる。
- 1885年（明治18年）5月1日 - 為替・貯金取扱を開始。
- 1891年（明治24年）12月16日 - 余市郵便電信局となる。
- 1903年（明治36年）4月1日 - 通信官署官制の施行に伴い余市郵便局となる。
- 1948年（昭和23年）12月1日 - 余市山道郵便局の廃止に伴い、取扱事務を承継[2]。
- 1951年（昭和26年）10月 - 局舎新築落成。
- 1956年（昭和31年）10月21日 - 電話通話および和文電報受付事務の取扱を開始[3]。
- 1981年（昭和56年）6月15日 - 余市町大川町四丁目から同町大川町六丁目に移転。
- 1988年（昭和63年）11月1日 - 余市入舟簡易郵便局の一時閉鎖[4]に伴い、取扱事務を承継。
- 2000年（平成12年）8月14日 - 外国通貨の両替および旅行小切手の売買に関する業務取扱を開始。
- 2007年（平成19年）3月19日 - 銀山郵便局、仁木郵便局、赤井川郵便局から集配業務を移管[5]。
- 2007年（平成19年）10月1日 - 民営化に伴い、併設された郵便事業余市支店に一部業務を移管。
- 2012年（平成24年）10月1日 - 日本郵便株式会社の発足に伴い、郵便事業余市支店を余市郵便局に統合。

## 取扱内容
- 郵便、印紙、ゆうパック、内容証明
- 貯金、為替、振替、振込、国際送金、外貨両替・トラベラーズチェック、国債、投資信託
- 生命保険、バイク自賠責保険、自動車保険、がん保険、引受条件緩和型医療保険
- ゆうちょ銀行ATM
- 余市郡（余市町、赤井川村、仁木町）内の集配業務
- ゆうゆう窓口

## 周辺
- 余市町中央公民館
- 余市町立大川小学校
- 余市川

## アクセス
- JR函館本線 余市駅から北東へ約900m（徒歩約11分）
- 北海道中央バス（余市営業所） 大川6丁目停留所、ニセコバス 大川十字街停留所下車
- 国道5号沿い
- 駐車場あり：3台